# Ціціанов Олександр Костянтинович
Олександр Костянтинович Ціціанов (груз. ციციშვილი ალექსანდრე კონსტანტოვის; нар.. 1850, с. Корслі Горійський повіт Тифліська губернія Російська імперія — пом.. 13 липня 1885, Киренськ, Іркутська губернія, Російська імперія) — російський революціонер — народник грузинського походження, князь.

## Біографія
Народився у багатій родині старовинного грузинського княжого роду Ціціанових (Цицишвілі). У 1860 році вступив до Тифліської класичної гімназії, відрахований з 7-го класу в 1870 році у зв'язку з неуспішністю.
У 1870 році входив разом з Михайлом Чикоїдзе та Іваном Джабадарі до складу тифліського гуртка самоосвіти. У 1873 році поїхав за кордон і жив у Цюріху, Женеві, Парижі. Входив до складу закордонного «кавказького» гуртка (М. Чикоідзе, І. Джабадарі та ін.), що зблизився з жіночим гуртком російських студенток Цюріхського університету «Фрічей».
У лютому 1875 року виїхав до Тифлісу для організації «кавказької громади» і для продажу свого нерухомого майна (вартістю близько 200 000 рублів) та отримання грошей, щоб перевести їх у революційний фонд. Після першого провалу організації 4 квітня 1875 року запрошений революційною організацією до Москви разом із Вірою Любатович та Миколою Цвіленєвим увійшов до керівників організації.
Жив у Москві на одній квартирі з В. Любатовичем під прізвищем дворянина Зедгенідзе. Влітку 1875 року брав участь в організації спроби втечі Миколи Морозова із Московської в'язниці. Під прізвищем «Ціціанов» було здійснено фіктивний шлюб Ісидора Кікодзе з Олександрою Хоржевськоїю для доставлення коштів для революційних цілей.
Заарештований у Москві 10 серпня 1875 року на квартирі Ант.имоза Гамкрелідзе. Під час арешту чинив збройний опір — уперше в революційному русі. Під час обшуку в квартирі було виявлено заборонену літературу, шифровані листи, записки та інше.
Утримувався спочатку в Сущевській частині в Москві, потім перевезений до Петербурга, з 26 вересня 1876 по 15 лютого 1877 перебував у Петропавлівській фортеці, після чого переведений до Будинку попереднього ув'язнення. Залучений до дізнання у справі про протиурядову пропаганду (процес 50-ти); при дізнанні з'ясувалась причетність до таємного революційного гуртка на Кавказі (Ісидор Кікодзе, Михайло Кіпіані та ін.).
30 листопада 1876 року судом Особливої Присутності Урядового Сенату обвинувачений у створенні протизаконного співтовариства, участі у ньому, у поширенні злочинних творів й у замаху під час арешту на вбивство прапорщика Ловягіна, який робив обшук (процес 50-ти).
Судився з 21 лютого до 14 березня 1877 року і визнаний винним. Засуджений 14 березня 1877 року до позбавлення всіх прав і до каторжних робіт у фортецях на 10 років. При розгляді касаційної скарги Сенатом 7 травня 1877 року визнаний винним у входженні до складу протизаконного співтовариства, в замаху на поширення зловмисних творів та у замаху на вбивство, внаслідок чого термін каторжних робіт скорочено до 8-ми років та каторжні роботи у фортецях замінені такими ж на заводах.
За наказом 14 серпня 1877 року позбавлений всіх прав. Утримувався в Будинку попереднього ув'язнення та за участь 13 липня 1877 року в заворушеннях («боголюбівська історія») посаджений у карцер. Відправлено до Новобілгородської каторжної в'язниці, де у серпні 1878 року закликав ув'язнених до заворушень. З централу 13 жовтня 1880 року відправлений на Карійську каторгу. Утримувався в Мценській пересильній в'язниці, влітку 1881 — в Красноярській в'язниці, 19 лютого 1882 прибув на Кару.
Після закінчення терміну каторжних робіт, за розпорядженням генерал-губернатора від 13 вересня 1883 року звільнений від каторжних робіт і відправлений до Іркутської губернії на поселення.
Внаслідок «посередньої поведінки» щодо нього було відмовлено у дії маніфесту 15 травня 1883 року. Водворений у Кіренську (Іркутська губернія).
Захворів на психічне захворювання. Помер у Кіренській лікарні 13 липня 1885 року.